# Barry Lane (Golfspieler)
Barry Lane (* 21. Juni 1960 in Hayes, Middlesex; † 31. Dezember 2022) war ein englischer Profigolfer der European Seniors Tour. Mit über 600 Turnierteilnahmen zählte er zu den Veteranen der PGA European Tour. Nur Sam Torrance ist mit mehr als 700 Teilnahmen vor ihm gereiht.

## Werdegang
Lane wurde 1976 Berufsgolfer und stieg 1982 in die European Tour ein. Bis 1985 machte er zu wenig Preisgeld und musste immer wieder zur Qualifying School. Ab 1986 jedoch konnte er sich endgültig etablieren. Seine besten Jahre waren die frühen 1990er Jahre, dreimal in den Top 10 der Geldrangliste. Danach kam wieder eine Durststrecke und erst nach der Jahrtausendwende ging es wieder etwas bergan. Lane gewann fünf Turniere auf der europäischen Tour.
Seinen allergrößten Erfolg hatte Barry Lane jedoch abseits der European Tour. Man schrieb das Jahr 1995, als er sich den höchsten Siegerscheck seiner Karriere sichern konnte:  1 Million US-Dollar bei der Accenture World Championship of Golf, einer Art Matchplay Weltmeisterschaft. In jenen Tagen gab es im Golf nirgendwo mehr zu verdienen.
Seine einzige Berufung ins Ryder-Cup-Team kam 1993, Lane verlor jedoch alle seine drei Matches und die USA holten sich obendrein die Trophäe.
Ab 2010 spielte er auf der European Seniors Tour.

## European Tour Siege
- 1988 Bell’s Scottish Open
- 1992 Mercedes German Masters
- 1993 Canon European Masters
- 1994 Turespana Open de Baleares
- 2004 British Masters

## European Seniors Tour
- 2010 Cleveland Golf/Srixon Scottish Senior Open
- 2011 Cleveland Golf/Srixon Scottish Senior Open, Casa Serena Open
- 2012 Speedy Services Wales Senior Open
- 2016 MCB Tour Championship
- 2017 Willow Senior Golf Classic
- 2019 Senior Italian Open, MCB Tour Championship-Madagascar

## Andere Turniersiege
- 1983 Jamaica Open, Footjoy Assistant Pros Championship, World Assistant Pros Championship
- 1987 Equity & Law Challenge
- 1995 Accenture World Championship of Golf
- 2018 Fujifilm Senior Championship (Japan PGA Seniors Tour)

## Teilnahmen bei Teambewerben
- Ryder Cup (für Europa): 1993
- Alfred Dunhill Cup (für England): 1988, 1994, 1995, 1996
- World Cup (für England): 1988, 1994
- UBS Cup (für Rest der Welt): 2002, 2003, 2004

## Resultate bei Major Championships
| Tournament        | 1987 | 1988 | 1989 |
| ----------------- | ---- | ---- | ---- |
| Masters           | DNP  | DNP  | DNP  |
| US Open           | DNP  | DNP  | DNP  |
| Open Championship | CUT  | CUT  | CUT  |
| PGA Championship  | DNP  | DNP  | DNP  |

| Tournament        | 1990 | 1991 | 1992 | 1993 | 1994 | 1995 | 1996 | 1997 | 1998 | 1999 |
| ----------------- | ---- | ---- | ---- | ---- | ---- | ---- | ---- | ---- | ---- | ---- |
| Masters           | DNP  | DNP  | DNP  | DNP  | CUT  | DNP  | DNP  | DNP  | DNP  | DNP  |
| US Open           | DNP  | DNP  | DNP  | T16  | T47  | 44   | CUT  | DNP  | DNP  | DNP  |
| Open Championship | DNP  | T17  | T51  | 13   | CUT  | T20  | CUT  | DNP  | CUT  | DNP  |
| PGA Championship  | DNP  | DNP  | DNP  | T71  | T25  | T63  | DNP  | DNP  | DNP  | DNP  |

| Tournament        | 2000 | 2001 | 2002 | 2003 | 2004 | 2005 | 2006 | 2007 | 2008 | 2009 |
| ----------------- | ---- | ---- | ---- | ---- | ---- | ---- | ---- | ---- | ---- | ---- |
| Masters           | DNP  | DNP  | DNP  | DNP  | DNP  | DNP  | DNP  | DNP  | DNP  | DNP  |
| US Open           | DNP  | DNP  | DNP  | DNP  | DNP  | DNP  | DNP  | DNP  | DNP  | DNP  |
| Open Championship | DNP  | 29   | T50  | DNP  | T14  | DNP  | CUT  | DNP  | DNP  | DNP  |
| PGA Championship  | DNP  | DNP  | DNP  | DNP  | DNP  | DNP  | DNP  | DNP  | DNP  | DNP  |

| Tournament        | 2010 | 2011 | 2012 | 2013 |
| ----------------- | ---- | ---- | ---- | ---- |
| Masters           | DNP  | DNP  | DNP  | DNP  |
| US Open           | DNP  | DNP  | DNP  | DNP  |
| Open Championship | DNP  | DNP  | CUT  | DNP  |
| PGA Championship  | DNP  | DNP  | DNP  |      |

DNP = nicht teilgenommen

CUT = Cut nicht geschafft

„T“ geteilte Platzierung

WD = zurückgezogen

Grüner Hintergrund für Siege

Gelber Hintergrund für Top 10

## Einzelnachweis
1. ↑  -: Barry Lane, brilliant Ryder Cup and European Tour golfer who remained an ‘everyman’ – obituary. In: www.telegraph.co.uk. 1. Januar 2023, abgerufen am 20. August 2024 (englisch).